# Mistrzostwa Ameryki w Piłce Ręcznej Mężczyzn 2018

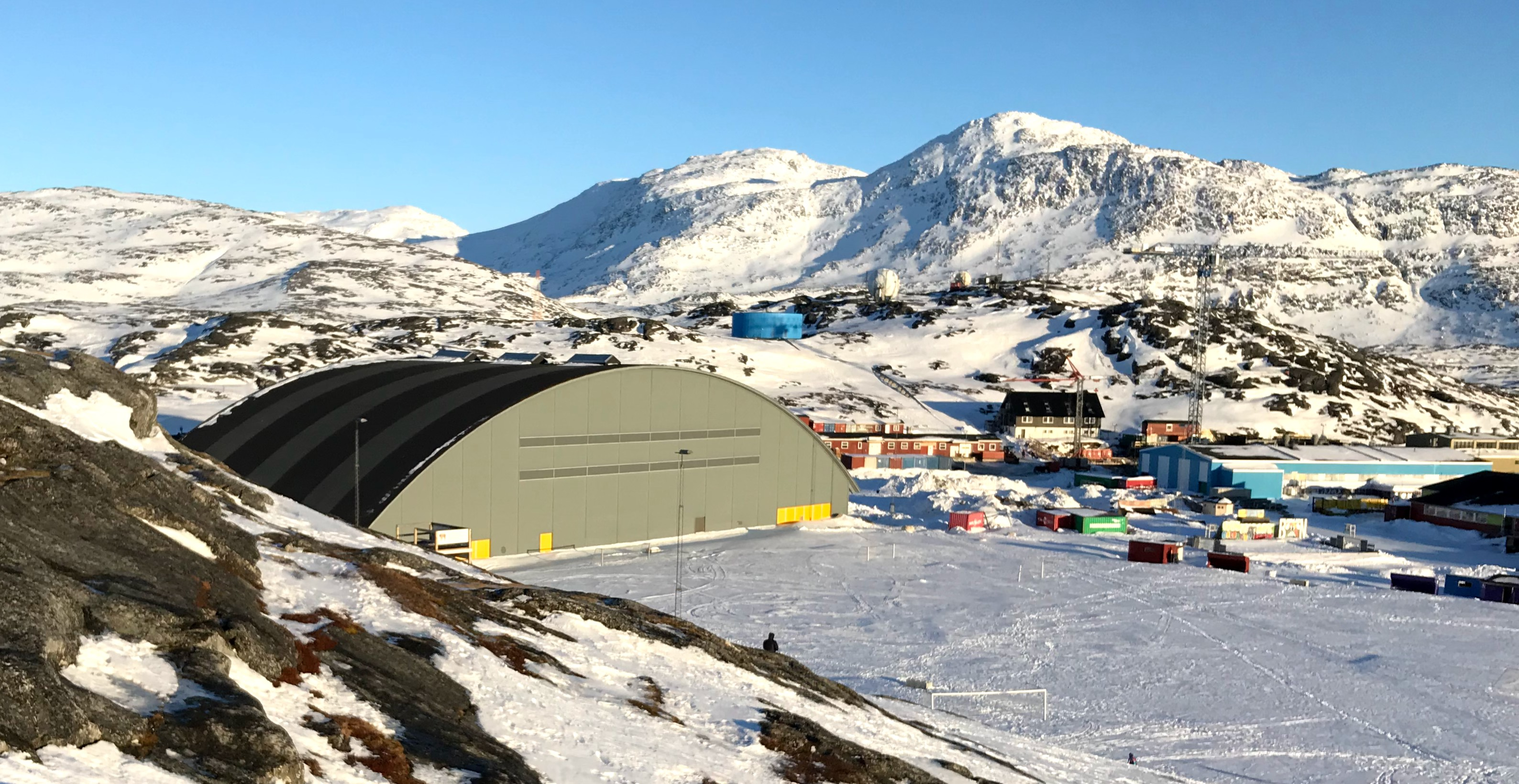
Inussivik, hala sportowa w Nuuk, Grenlandia, Marzec 2018.

Mistrzostwa Ameryki w Piłce Ręcznej Mężczyzn 2018 – osiemnasta edycja mistrzostw Ameryki, która odbyła się w dniach 16–24 czerwca 2018 roku w grenlandzkim mieście Nuuk. W zawodach wzięło udział dwanaście reprezentacji z Ameryki Południowej, Północnej, Środkowej i Karaibów wyłonionych we wcześniejszych eliminacjach. Mistrzostwa były jednocześnie kwalifikacjami do Mistrzostw Świata 2019.
Grenlandia otrzymała prawa do organizacji turnieju w połowie 2016 roku pokonując liczbą głosów 17:7 Chile. Turniej zorganizowano w hali Inussivik, a daty rozgrywania zawodów potwierdzono na początku lipca 2018 roku. Losowanie grup odbyło się 14 kwietnia 2018 roku w Buenos Aires, zaś harmonogram gier opublikowano 27 kwietnia tegoż roku. Tuż przed zawodami wycofała się Kuba.
Faza grupowa toczyła się pod dyktando faworytów. W finale Brazylia okazała się lepsza od Argentyny, brąz zaś zdobyło Chile – te trzy drużyny zyskały także awans na MŚ 2019.

## Kwalifikacje
Według systemu kwalifikacji przyjętego na kongresie w 2012 roku miały one się odbyć na zasadzie turniejów w poszczególnych regionach PATHF. Cztery miejsca przyznano automatycznie – gospodarzowi oraz medalistom poprzedniej edycji – po cztery zaś otrzymały Ameryka Północna (z podziałem na Igrzyska Ameryki Środkowej i turniej kwalifikacyjny) i Południowa.
| Strefa kwalifikacyjna      | Turniej kwalifikacyjny          | Zespoły                        |
| -------------------------- | ------------------------------- | ------------------------------ |
| Gospodarz                  | Gospodarz                       | Grenlandia                     |
| Awans automatyczny         | Awans automatyczny              | Brazylia Chile Argentyna       |
| Ameryka Północna i Karaiby | NorCa Tournament 2018           | Portoryko Kanada Kuba          |
| Ameryka Środkowa           | Igrzyska Ameryki Środkowej 2017 | Gwatemala                      |
| Ameryka Południowa         | Turniej kwalifikacyjny          | Urugwaj Paragwaj Kolumbia Peru |

### Ameryka Północna i Karaiby
Północnoamerykańska kwalifikacja została zaplanowana w stolicy Meksyku z udziałem sześciu zespołów w dniach 3–8 kwietnia 2018 roku i awansowały z niej Kuba, Kanada i Portoryko.

### Ameryka Południowa
Turniej miał się odbyć w Kolumbii w pięciozespołowej obsadzie, jednak z uwagi na wycofanie się Wenezueli nie został zorganizowany, zatem awans do turnieju finałowego uzyskały pozostałe cztery reprezentacje.

## Losowanie grup

### Koszyki
| Koszyk 1       | Koszyk 2          | Koszyk 3        | Koszyk 4         | Koszyk 5           | Koszyk 6      |
| -------------- | ----------------- | --------------- | ---------------- | ------------------ | ------------- |
| Brazylia Chile | Argentyna Urugwaj | Grenlandia Kuba | Kanada Portoryko | Kolumbia Gwatemala | Paragwaj Peru |

### Grupy
| Grupa A   |
| --------- |
| Chile     |
| Argentyna |
| Kuba      |
| Portoryko |
| Gwatemala |
| Peru      |

| Grupa B    |
| ---------- |
| Brazylia   |
| Urugwaj    |
| Grenlandia |
| Kanada     |
| Kolumbia   |
| Paragwaj   |

## Faza grupowa

### Grupa A
| 16 czerwca 201814:00 | Argentyna          | 48:8(24:4) | Peru                  | Inussivik, Nuuk Widzów: 344 Sędzia: Alaufsen, Sørensen |
| 16 czerwca 201814:00 | Ignacio Pizarro 13 | 48:8(24:4) | 3 Gianpierre Gutelius | Inussivik, Nuuk Widzów: 344 Sędzia: Alaufsen, Sørensen |
| 16 czerwca 201814:00 | 2× · 2×            | 48:8(24:4) | 1×                    | Inussivik, Nuuk Widzów: 344 Sędzia: Alaufsen, Sørensen |

| 16 czerwca 201818:00 | Chile                   | 33:26(18:14) | Portoryko       | Inussivik, Nuuk Widzów: 600 Sędzia: Sosa, Lemes |
| 16 czerwca 201818:00 | Rodrigo Salinas Muñoz 8 | 33:26(18:14) | 9 Jorge Nazario | Inussivik, Nuuk Widzów: 600 Sędzia: Sosa, Lemes |
| 16 czerwca 201818:00 | 4× · 1×                 | 33:26(18:14) | 4× · 1×         | Inussivik, Nuuk Widzów: 600 Sędzia: Sosa, Lemes |

| 17 czerwca 201814:00 | Portoryko        | 18:42(11:23) | Argentyna         | Inussivik, Nuuk Widzów: 230 Sędzia: Rocha, Magalhães |
| 17 czerwca 201814:00 | Héctor Hiraldo 6 | 18:42(11:23) | 7 Ignacio Pizarro | Inussivik, Nuuk Widzów: 230 Sędzia: Rocha, Magalhães |
| 17 czerwca 201814:00 | 3× · 1×          | 18:42(11:23) | 4× · 2×           | Inussivik, Nuuk Widzów: 230 Sędzia: Rocha, Magalhães |

| 17 czerwca 201818:00 | Gwatemala        | 14:39(7:17) | Chile                           | Inussivik, Nuuk Widzów: 200 Sędzia: López, Lenci |
| 17 czerwca 201818:00 | Ubaldo Herrera 6 | 14:39(7:17) | 7 Daniel Ayala (piłkarz ręczny) | Inussivik, Nuuk Widzów: 200 Sędzia: López, Lenci |
| 17 czerwca 201818:00 | 2× · 1×          | 14:39(7:17) | 4× · 1×                         | Inussivik, Nuuk Widzów: 200 Sędzia: López, Lenci |

| 18 czerwca 201814:00 | Portoryko                         | 32:21(14:10) | Gwatemala        | Inussivik, Nuuk Widzów: 130 Sędzia: Meneses, Pinto |
| 18 czerwca 201814:00 | Khaly Gutiérrez 8 Jorge Nazario 8 | 32:21(14:10) | 8 Ubaldo Herrera | Inussivik, Nuuk Widzów: 130 Sędzia: Meneses, Pinto |
| 18 czerwca 201814:00 | 6× · 2×                           | 32:21(14:10) | 1× · 1×          | Inussivik, Nuuk Widzów: 130 Sędzia: Meneses, Pinto |

| 18 czerwca 201818:00 | Chile              | 36:19(18:6) | Peru           | Inussivik, Nuuk Widzów: 290 Sędzia: Rocha, Magalhães |
| 18 czerwca 201818:00 | Erwin Feuchtmann 7 | 36:19(18:6) | 4 Carlos Vélez | Inussivik, Nuuk Widzów: 290 Sędzia: Rocha, Magalhães |
| 18 czerwca 201818:00 | 6× · 2×            | 36:19(18:6) | 1×             | Inussivik, Nuuk Widzów: 290 Sędzia: Rocha, Magalhães |

| 20 czerwca 201814:00 | Argentyna           | 54:10(29:4) | Gwatemala        | Inussivik, Nuuk Widzów: 100 Sędzia: Meneses, Pinto |
| 20 czerwca 201814:00 | Federico Pizarro 13 | 54:10(29:4) | 4 Brandon García | Inussivik, Nuuk Widzów: 100 Sędzia: Meneses, Pinto |
| 20 czerwca 201814:00 | 2×                  | 54:10(29:4) | 2×               | Inussivik, Nuuk Widzów: 100 Sędzia: Meneses, Pinto |

| 20 czerwca 201814:00 | Peru                                            | 25:30(13:16) | Portoryko        | Inussivik, Nuuk Sędzia: Alaufsen, Sørensen |
| 20 czerwca 201814:00 | André Camborda 5 Diego López (piłkarz ręczny) 5 | 25:30(13:16) | 6 Héctor Hiraldo | Inussivik, Nuuk Sędzia: Alaufsen, Sørensen |
| 20 czerwca 201814:00 | 2× · 3×                                         | 25:30(13:16) | 3× · 2×          | Inussivik, Nuuk Sędzia: Alaufsen, Sørensen |

| 21 czerwca 201814:00 | Gwatemala                          | 31:26(16:10) | Peru                  | Inussivik, Nuuk Widzów: 90 Sędzia: Rocha, Magalhães |
| 21 czerwca 201814:00 | Edwin Martínez 10 Mynor Morales 10 | 31:26(16:10) | 7 Gianpierre Gutelius | Inussivik, Nuuk Widzów: 90 Sędzia: Rocha, Magalhães |
| 21 czerwca 201814:00 | 4× · 1×                            | 31:26(16:10) | 5× · 4×               | Inussivik, Nuuk Widzów: 90 Sędzia: Rocha, Magalhães |

| 21 czerwca 201818:00 | Chile              | 18:24(9:10) | Argentyna                   | Inussivik, Nuuk Widzów: 1760 Sędzia: Lah, Sok |
| 21 czerwca 201818:00 | Erwin Feuchtmann 8 | 18:24(9:10) | 7 Federico Gastón Fernández | Inussivik, Nuuk Widzów: 1760 Sędzia: Lah, Sok |
| 21 czerwca 201818:00 | 4× · 4×            | 18:24(9:10) | 7× · 3×                     | Inussivik, Nuuk Widzów: 1760 Sędzia: Lah, Sok |

### Grupa B
| 16 czerwca 201812:00 | Urugwaj         | 34:25(18:12) | Paragwaj                        | Inussivik, Nuuk Widzów: 222 Sędzia: López, Lenci |
| 16 czerwca 201812:00 | Nicolás Fabra 8 | 34:25(18:12) | 6 José Mendoza (piłkarz ręczny) | Inussivik, Nuuk Widzów: 222 Sędzia: López, Lenci |
| 16 czerwca 201812:00 | 2×              | 34:25(18:12) | 4× · 2×                         | Inussivik, Nuuk Widzów: 222 Sędzia: López, Lenci |

| 16 czerwca 201816:00 | Brazylia        | 42:13(21:6) | Kanada                               | Inussivik, Nuuk Widzów: 289 Sędzia: Gubica, Milošević |
| 16 czerwca 201816:00 | Fábio Chiuffa 8 | 42:13(21:6) | 3 Etienne Mercier 3 Alexandre Touzel | Inussivik, Nuuk Widzów: 289 Sędzia: Gubica, Milošević |
| 16 czerwca 201816:00 | 3×              | 42:13(21:6) | 2× · 2×                              | Inussivik, Nuuk Widzów: 289 Sędzia: Gubica, Milošević |

| 16 czerwca 201820:30 | Grenlandia                                | 35:24(18:11) | Kolumbia             | Inussivik, Nuuk Widzów: 1900 Sędzia: Lah, Sok |
| 16 czerwca 201820:30 | Minik Dahl Høegh 6 Akutaaneq Kreutzmann 6 | 35:24(18:11) | 9 Sebastián Restrepo | Inussivik, Nuuk Widzów: 1900 Sędzia: Lah, Sok |
| 16 czerwca 201820:30 | 6× · 3×                                   | 35:24(18:11) | 4× · 2× · 1×         | Inussivik, Nuuk Widzów: 1900 Sędzia: Lah, Sok |

| 17 czerwca 201812:00 | Kanada          | 24:26(8:14) | Urugwaj              | Inussivik, Nuuk Widzów: 100 Sędzia: Lah, Sok |
| 17 czerwca 201812:00 | Kraig Fischer 6 | 24:26(8:14) | 6 Cristhian Rostagno | Inussivik, Nuuk Widzów: 100 Sędzia: Lah, Sok |
| 17 czerwca 201812:00 | 4× · 2×         | 24:26(8:14) | 4× · 2×              | Inussivik, Nuuk Widzów: 100 Sędzia: Lah, Sok |

| 17 czerwca 201816:00 | Kolumbia             | 22:42(11:18) | Brazylia                         | Inussivik, Nuuk Sędzia: Sosa, Lemes |
| 17 czerwca 201816:00 | Sebastián Restrepo 9 | 22:42(11:18) | 7 Felipe Borges (piłkarz ręczny) | Inussivik, Nuuk Sędzia: Sosa, Lemes |
| 17 czerwca 201816:00 | 6×                   | 22:42(11:18) | 5× · 1×                          | Inussivik, Nuuk Sędzia: Sosa, Lemes |

| 17 czerwca 201820:00 | Paragwaj          | 22:35(13:17) | Grenlandia      | Inussivik, Nuuk Widzów: 933 Sędzia: Menezes, Pinto |
| 17 czerwca 201820:00 | Diego Melgarejo 6 | 22:35(13:17) | 7 Miki Heilmann | Inussivik, Nuuk Widzów: 933 Sędzia: Menezes, Pinto |
| 17 czerwca 201820:00 | 4× · 1× · 1×      | 22:35(13:17) | 3× · 3×         | Inussivik, Nuuk Widzów: 933 Sędzia: Menezes, Pinto |

| 18 czerwca 201812:00 | Kanada            | 25:24(11:11) | Kolumbia             | Inussivik, Nuuk Widzów: 120 Sędzia: López, Lenci |
| 18 czerwca 201812:00 | Etienne Mercier 8 | 25:24(11:11) | 11 Santiago Mosquera | Inussivik, Nuuk Widzów: 120 Sędzia: López, Lenci |
| 18 czerwca 201812:00 | 8× · 2×           | 25:24(11:11) | 8× · 2×              | Inussivik, Nuuk Widzów: 120 Sędzia: López, Lenci |

| 18 czerwca 201816:00 | Brazylia        | 40:14(18:6) | Paragwaj                        | Inussivik, Nuuk Widzów: 140 Sędzia: Sosa, Lemes |
| 18 czerwca 201816:00 | Fábio Chiuffa 9 | 40:14(18:6) | 4 José Mendoza (piłkarz ręczny) | Inussivik, Nuuk Widzów: 140 Sędzia: Sosa, Lemes |
| 18 czerwca 201816:00 | 4× · 3×         | 40:14(18:6) | 1× · 1× · 1×                    | Inussivik, Nuuk Widzów: 140 Sędzia: Sosa, Lemes |

| 18 czerwca 201820:00 | Urugwaj         | 29:31(14:17) | Grenlandia         | Inussivik, Nuuk Widzów: 1920 Sędzia: Gubica, Milošević |
| 18 czerwca 201820:00 | Nicólas Fabra 6 | 29:31(14:17) | 7 Minik Dahl Høegh | Inussivik, Nuuk Widzów: 1920 Sędzia: Gubica, Milošević |
| 18 czerwca 201820:00 | 3× · 1×         | 29:31(14:17) | 7× · 2× · 1×       | Inussivik, Nuuk Widzów: 1920 Sędzia: Gubica, Milošević |

| 20 czerwca 201812:00 | Paragwaj       | 21:25(9:12) | Kanada                                                  | Inussivik, Nuuk Widzów: 200 Sędzia: López, Lenci |
| 20 czerwca 201812:00 | Victor Pérez 5 | 21:25(9:12) | 4 Mathieu Rousselle 4 Justin Larouche 4 Etienne Mercier | Inussivik, Nuuk Widzów: 200 Sędzia: López, Lenci |
| 20 czerwca 201812:00 | 7× · 3× · 1×   | 21:25(9:12) | 6× · 1× · 1×                                            | Inussivik, Nuuk Widzów: 200 Sędzia: López, Lenci |

| 20 czerwca 201816:00 | Urugwaj            | 26:22(13:12) | Kolumbia            | Inussivik, Nuuk Widzów: 219 Sędzia: Rocha, Magalhães |
| 20 czerwca 201816:00 | Gabriel Chaparro 5 | 26:22(13:12) | 5 Christian Cardona | Inussivik, Nuuk Widzów: 219 Sędzia: Rocha, Magalhães |
| 20 czerwca 201816:00 | 4× · 2×            | 26:22(13:12) | 7× · 2× · 1×        | Inussivik, Nuuk Widzów: 219 Sędzia: Rocha, Magalhães |

| 20 czerwca 201820:00 | Grenlandia         | 26:36(11:21) | Brazylia        | Inussivik, Nuuk Widzów: 2150 Sędzia: Sosa, Lemes |
| 20 czerwca 201820:00 | Minik Dahl Høegh 8 | 26:36(11:21) | 7 Fábio Chiuffa | Inussivik, Nuuk Widzów: 2150 Sędzia: Sosa, Lemes |
| 20 czerwca 201820:00 | 5× · 1×            | 26:36(11:21) | 2× · 2×         | Inussivik, Nuuk Widzów: 2150 Sędzia: Sosa, Lemes |

| 21 czerwca 201812:00 | Kolumbia             | 24:22(11:12) | Paragwaj       | Inussivik, Nuuk Widzów: 150 Sędzia: Meneses, Pinto |
| 21 czerwca 201812:00 | Sebastián Restrepo 7 | 24:22(11:12) | 6 Igor Garcete | Inussivik, Nuuk Widzów: 150 Sędzia: Meneses, Pinto |
| 21 czerwca 201812:00 | 6× · 2×              | 24:22(11:12) | 7× · 3×        | Inussivik, Nuuk Widzów: 150 Sędzia: Meneses, Pinto |

| 21 czerwca 201816:00 | Brazylia        | 35:21(20:8) | Urugwaj         | Inussivik, Nuuk Widzów: 300 Sędzia: Gubica, Milošević |
| 21 czerwca 201816:00 | Fábio Chiuffa 7 | 35:21(20:8) | 7 Nicolás Fabra | Inussivik, Nuuk Widzów: 300 Sędzia: Gubica, Milošević |
| 21 czerwca 201816:00 | 1× · 2×         | 35:21(20:8) |                 | Inussivik, Nuuk Widzów: 300 Sędzia: Gubica, Milošević |

| 21 czerwca 201820:00 | Grenlandia         | 32:20(15:9) | Kanada             | Inussivik, Nuuk Widzów: 2200 Sędzia: López, Lenci |
| 21 czerwca 201820:00 | Aqqalu Sandgreen 8 | 32:20(15:9) | 6 Alexandre Touzel | Inussivik, Nuuk Widzów: 2200 Sędzia: López, Lenci |
| 21 czerwca 201820:00 | 4× · 2×            | 32:20(15:9) | 4× · 2× · 1×       | Inussivik, Nuuk Widzów: 2200 Sędzia: López, Lenci |

## Faza pucharowa

### Mecz o 9. miejsce
| 23 czerwca 201812:00 | Peru               | 26:33(15:15) | Kolumbia              | Inussivik, Nuuk Widzów: 222 Sędzia: Alaufsen, Sørensen |
| 23 czerwca 201812:00 | Fernando Buitrón 6 | 26:33(15:15) | 11 Sebastián Restrepo | Inussivik, Nuuk Widzów: 222 Sędzia: Alaufsen, Sørensen |
| 23 czerwca 201812:00 | 2× · 4×            | 26:33(15:15) | 3× · 1×               | Inussivik, Nuuk Widzów: 222 Sędzia: Alaufsen, Sørensen |

### Mecze o miejsca 5-8
|  |                 |           |           |                   |    |        |        |       |
|  | Półfinały       | Półfinały | Półfinały |                   |    | Finał  | Finał  | Finał |
|  | Półfinały       | Półfinały | Półfinały |                   |    | Finał  | Finał  | Finał |
|  | 23 czerwca 2018 |           |           |                   |    |        |        |       |
|  |                 |           |           |                   |    |        |        |       |
|  | Portoryko       | Portoryko | 26        |                   |    |        |        |       |
|  | Portoryko       | Portoryko | 26        | 24 czerwca 2018   |    |        |        |       |
|  | Kanada          | Kanada    | 30        |                   |    |        |        |       |
|  | Kanada          | Kanada    | 30        |                   |    | Kanada | Kanada | 29    |
|  | 23 czerwca 2018 |           |           |                   |    | Kanada | Kanada | 29    |
|  |                 |           | Urugwaj   | Urugwaj           | 22 |        |        |       |
|  | Urugwaj         | Urugwaj   | Urugwaj   | Urugwaj           | 22 | 36     |        |       |
|  | Urugwaj         | Urugwaj   |           |                   |    |        |        |       |
|  | Gwatemala       | Gwatemala | 15        |                   |    |        |        |       |
|  | Gwatemala       | Gwatemala | 15        | Mecz o 3. miejsce |    |        |        |       |
|  |                 |           |           |                   |    |        |        |       |
|  | 24 czerwca 2018 |           |           |                   |    |        |        |       |
|  |                 |           |           |                   |    |        |        |       |
|  | Portoryko       | Portoryko | 32        |                   |    |        |        |       |
|  | Portoryko       | Portoryko | 32        |                   |    |        |        |       |
|  | Gwatemala       | Gwatemala | 20        |                   |    |        |        |       |
|  | Gwatemala       | Gwatemala | 20        |                   |    |        |        |       |

Półfinały o 5. miejsce
| 23 czerwca 201814:00 | Portoryko         | 26:30(14:14) | Kanada            | Inussivik, Nuuk Widzów: 200 Sędzia: Sosa, Lemes |
| 23 czerwca 201814:00 | Héctor Hiraldo 10 | 26:30(14:14) | 8 Etienne Mercier | Inussivik, Nuuk Widzów: 200 Sędzia: Sosa, Lemes |
| 23 czerwca 201814:00 | 2× · 3×           | 26:30(14:14) | 2× · 1×           | Inussivik, Nuuk Widzów: 200 Sędzia: Sosa, Lemes |

| 23 czerwca 201816:00 | Urugwaj                                 | 36:15(17:7) | Gwatemala        | Inussivik, Nuuk Widzów: 400 Sędzia: Rocha, Magalhães |
| 23 czerwca 201816:00 | Guillermo Melián 6 Cristhian Rostagno 6 | 36:15(17:7) | 4 Ubaldo Herrera | Inussivik, Nuuk Widzów: 400 Sędzia: Rocha, Magalhães |
| 23 czerwca 201816:00 | 2×                                      | 36:15(17:7) | 5× · 1×          | Inussivik, Nuuk Widzów: 400 Sędzia: Rocha, Magalhães |

Mecz o 7. miejsce
| 24 czerwca 201814:00 | Portoryko                           | 32:20(18:10) | Gwatemala                         | Inussivik, Nuuk Widzów: 92 Sędzia: Alaufsen, Sørensen |
| 24 czerwca 201814:00 | Khaly Gutiérrez 7 Pablo Rodríguez 7 | 32:20(18:10) | 4 Ruben Grijalva 4 Ubaldo Herrera | Inussivik, Nuuk Widzów: 92 Sędzia: Alaufsen, Sørensen |
| 24 czerwca 201814:00 | 1× · 2×                             | 32:20(18:10) | 1× · 1×                           | Inussivik, Nuuk Widzów: 92 Sędzia: Alaufsen, Sørensen |

Mecz o 5. miejsce
| 24 czerwca 201812:00 | Kanada                               | 29:22(14:9) | Urugwaj         | Inussivik, Nuuk Widzów: 800 Sędzia: Meneses, Pinto |
| 24 czerwca 201812:00 | Alexandre Touzel 5 Justin Larouche 5 | 29:22(14:9) | 4 Nicolás Fabra | Inussivik, Nuuk Widzów: 800 Sędzia: Meneses, Pinto |
| 24 czerwca 201812:00 | 5× · 2×                              | 29:22(14:9) | 5× · 3×         | Inussivik, Nuuk Widzów: 800 Sędzia: Meneses, Pinto |

### Mecze o miejsca 1-4
|  |                 |            |           |                   |    |           |           |       |
|  | Półfinały       | Półfinały  | Półfinały |                   |    | Finał     | Finał     | Finał |
|  | Półfinały       | Półfinały  | Półfinały |                   |    | Finał     | Finał     | Finał |
|  | 23 czerwca 2018 |            |           |                   |    |           |           |       |
|  |                 |            |           |                   |    |           |           |       |
|  | Argentyna       | Argentyna  | 39        |                   |    |           |           |       |
|  | Argentyna       | Argentyna  | 39        | 24 czerwca 2018   |    |           |           |       |
|  | Grenlandia      | Grenlandia | 17        |                   |    |           |           |       |
|  | Grenlandia      | Grenlandia | 17        |                   |    | Argentyna | Argentyna | 29    |
|  | 23 czerwca 2018 |            |           |                   |    | Argentyna | Argentyna | 29    |
|  |                 |            | Brazylia  | Brazylia          | 24 |           |           |       |
|  | Chile           | Chile      | Brazylia  | Brazylia          | 24 | 24        |           |       |
|  | Chile           | Chile      |           |                   |    |           |           |       |
|  | Brazylia        | Brazylia   | 32        |                   |    |           |           |       |
|  | Brazylia        | Brazylia   | 32        | Mecz o 3. miejsce |    |           |           |       |
|  |                 |            |           |                   |    |           |           |       |
|  | 24 czerwca 2018 |            |           |                   |    |           |           |       |
|  |                 |            |           |                   |    |           |           |       |
|  | Grenlandia      | Grenlandia | 36        |                   |    |           |           |       |
|  | Grenlandia      | Grenlandia | 36        |                   |    |           |           |       |
|  | Chile           | Chile      | 39        |                   |    |           |           |       |
|  | Chile           | Chile      | 39        |                   |    |           |           |       |

Półfinały
| 23 czerwca 201820:00 | Argentyna                                                                             | 39:17(17:8) | Grenlandia         | Inussivik, Nuuk Widzów: 2460 Sędzia: Lah, Sok |
| 23 czerwca 201820:00 | Federico Gastón Fernández 5 Federico Pizarro 5 Ignacio Pizarro 5 Santiago Baronetto 5 | 39:17(17:8) | 3 Minik Dahl Høegh | Inussivik, Nuuk Widzów: 2460 Sędzia: Lah, Sok |
| 23 czerwca 201820:00 | 6× · 2×                                                                               | 39:17(17:8) | 4× · 1×            | Inussivik, Nuuk Widzów: 2460 Sędzia: Lah, Sok |

| 23 czerwca 201818:00 | Chile                           | 24:32(11:14) | Brazylia                    | Inussivik, Nuuk Widzów: 2122 Sędzia: López, Lenci |
| 23 czerwca 201818:00 | Daniel Ayala (piłkarz ręczny) 5 | 24:32(11:14) | 10 José Guilherme de Toledo | Inussivik, Nuuk Widzów: 2122 Sędzia: López, Lenci |
| 23 czerwca 201818:00 | 5× · 4× · 1×                    | 24:32(11:14) | 3× · 3×                     | Inussivik, Nuuk Widzów: 2122 Sędzia: López, Lenci |

Mecz o 3. miejsce
| 24 czerwca 201814:00 | Grenlandia          | 36:39(16:16) | Chile                    | Inussivik, Nuuk Widzów: 2420 Sędzia: Gubica, Milošević |
| 24 czerwca 201814:00 | Minik Dahl Høegh 12 | 36:39(16:16) | 12 Rodrigo Salinas Muñoz | Inussivik, Nuuk Widzów: 2420 Sędzia: Gubica, Milošević |
| 24 czerwca 201814:00 | 4× · 1×             | 36:39(16:16) | 6× · 4×                  | Inussivik, Nuuk Widzów: 2420 Sędzia: Gubica, Milošević |

Finał
| 24 czerwca 201816:00 | Argentyna           | 29:24(13:8) | Brazylia             | Inussivik, Nuuk Widzów: 1730 Sędzia: Lah, Sok |
| 24 czerwca 201816:00 | Federico Pizarro 10 | 29:24(13:8) | 7 Thiagus dos Santos | Inussivik, Nuuk Widzów: 1730 Sędzia: Lah, Sok |
| 24 czerwca 201816:00 | 5× · 1×             | 29:24(13:8) | 2× · 2×              | Inussivik, Nuuk Widzów: 1730 Sędzia: Lah, Sok |

## Klasyfikacja końcowa
| Miejsce | Reprezentacja | Uwagi          |
| ------- | ------------- | -------------- |
| złoto   | Argentyna     | awans: MŚ 2019 |
| srebro  | Brazylia      | awans: MŚ 2019 |
| brąz    | Chile         | awans: MŚ 2019 |
| 4       | Grenlandia    | -              |
| 5       | Kanada        | -              |
| 6       | Urugwaj       | -              |
| 7       | Portoryko     | -              |
| 8       | Gwatemala     | -              |
| 9       | Kolumbia      | -              |
| 10      | Peru          | -              |
| 11      | Paragwaj      | -              |

## Nagrody indywidualne
Nagrody indywidualne otrzymali:
| MVP               | Najlepszy bramkarz | Najlepszy lewoskrzydłowy  | Najlepszy lewy rozgrywający | Najlepszy środkowy rozgrywający | Najlepszy prawy rozgrywający | Najlepszy prawoskrzydłowy | Najlepszy obrotowy |
| ----------------- | ------------------ | ------------------------- | --------------------------- | ------------------------------- | ---------------------------- | ------------------------- | ------------------ |
| Henrique Teixeira | Isak Olsen         | Federico Gastón Fernández | Thiagus dos Santos          | Sebastián Simonet               | José Guilherme de Toledo     | Fábio Chiuffa             | Esteban Salinas    |